# Víctor Sánchez del Amo
Víctor Sánchez del Amo (Madrid, 23 februari 1976) - alias Víctor - is een Spaans voetbalcoach en voormalig profvoetballer.

## Spelerscarrière
Víctor sloot zich op elfjarige leeftijd aan bij de jeugd van Real Madrid. Van 1996 tot 1998 behoorde hij tot het eerste elftal, waarmee de middenvelder in 1998 de UEFA Champions League won. Víctor was in deze campagne eenmaal trefzeker: hij scoorde tijdens de derde groepswedstrijd tegen Olympiakos Piraeus het vierde doelpunt in de 5-1-zege van Real Madrid. Eerder had hij met Real Madrid ook al de Spaanse landstitel (1996/97) gewonnen. Víctor had in zijn eerste seizoen bij de A-kern van Real Madrid meteen een aardige bijdrage geleverd aan de landstitel: de middenvelder was in 36 van de 42 competitiewedstrijden in actie gekomen.
Na een seizoen bij Racing de Santander in 1998/99, kwam Víctor in 1999 bij Deportivo de La Coruña. In zijn eerste seizoen won Víctor met Deportivo de Spaanse landstitel. In 2002 veroverde hij met Superdepor de Copa del Rey. In de finale werd zijn oude club Real Madrid met 1-2 verslagen, in het Estadio Santiago Bernabéu van Real Madrid op het eeuwfeest van de club. Na het seizoen 2005/06 wilde de clubleiding van Deportivo in de zomer van 2006 het elftal vernieuwen en Víctor was een van de spelers de club verliet. Hij koos voor Panathinaikos, waar zijn landgenoot Víctor Muñoz was aangesteld als hoofdtrainer. Nadien speelde hij nog een seizoen bij de Spaanse tweedeklasser Elche CF, waar hij in 2008 zijn spelerscarrière afsloot.

## Nationaal elftal
Víctor won in 1998 met Spanje het EK Onder-21. Hij speelde acht interlands voor het Spaans nationaal elftal. Hij debuteerde op 16 augustus 2000 tegen Duitsland. De middenvelder speelde op 13 oktober 2004 tegen Litouwen zijn laatste interland.

## Trainerscarrière

### Assistent
Víctor was tijdens het seizoen 2010-2011 als de assistent van Míchel, ook een oud-speler van Real Madrid, actief bij Getafe CF. Hij volgde hem tijdens het seizoen 2012-2013 naar Sevilla FC en ten slotte tijdens de periode 2013-2015 Olympiakos Piraeus als assistent.

### Hoofdtrainer
Zijn loopbaan als hoofdtrainer startte hij op 9 april 2015 bij Deportivo La Coruña, waar hij van 1999 tot en met 2006 als speler al eens actief was geweest.  De ploeg was sinds seizoen 2014-2015 weer actief op het niveau van de Primera División.  De ploeg bevond zich op dat ogenblik na dertig speelrondes op de zeventiende plaats, waardoor trainer Víctor Fernández ontslagen werd.  Tijdens de laatste acht wedstrijden kon hij de ploeg één plaatsje laten winnen in de eindrangschikking en zo het behoud afdwingen.  Het daaropvolgende seizoen 2015-2016 zou de ploeg weer één plaatsje verbeteren en zou zo eindigen op de vijftiende plaats.  Dit was klaarblijkelijk niet genoeg en zo werd zijn contract niet meer verlengd.
Zijn volgende stop was bij een andere van zijn ex-clubs, het Griekse Olympiakos Piraeus. Hij was daar als speler actief tijdens het seizoen 2006-2007. Daar volgde hij op 23 juni 2016 de Portugees Marco Silva op.  Nadat hij door het  Israëlische Hapoel Beër Sjeva uitgeschakeld werd in de voorronde van de UEFA Champions League, werd hij al op 9 augustus 2016 ontslagen.
Tijdens hetzelfde seizoen keerde hij op 12 november 2016 terug naar zijn moederland en tekende bij Real Betis, een ploeg die actief was op het van de Primera División.  Hij verving er de Uruguaan Gustavo Poyet.  Hij zou echter het seizoen ook niet volmaken en werd op 9 mei 2017 ontslagen.
Na bijna twee jaar afwezigheid van de bank tekende hij op 15 april 2019 bij Málaga CF, een ploeg die actief was op het van de Segunda División A.  Hij verving er Juan Ramón López Muñiz en eindigde uiteindelijk op de derde plaats en kon zich zo plaatsen voor de eindronde.  Maar in de eerste ronde werd de ploeg uitgeschakeld door Deportivo La Coruña.  Zo startte hij het seizoen 2019-2020 ook op het tweede niveau van het Spaanse voetbal.  Tijdens het begin van de maand januari 2020, toen de ploeg zich in de tweede helft van de rangschikking bevond, verscheen er een sex video met de trainer in de hoofdrol op het internet.  De trainer werd op 8 januari geschorst, en kort daarna op 11 januari ontslagen.
De dag na het einde van de competitie begon FC Cartagena, een ploeg die actief was op het niveau van de Segunda División A, het seizoen 2023-2024 voor te bereiden.  Voorzitter, sportdirecteur en coach kwamen tezamen om de verlenging van de laatstgenoemde te bespreken, maar enkele dagen later weigerde coach Luis Miguel Carrión het verbeterde voorstel van de club en zo kwam er een einde aan 2,5 seizoenen samenwerking. Op 6 juni 2023 werd duidelijk dat Víctor Sánchez del Amo het stokje van coach overnam en dit voor de volgende twee seizoenen.  Zo hield een inactiviteit van drieënhalf op te bestaan.   Maar deze doorstart was van zeer korte duur, aangezien het team een hele slechte start nam.  Zo bevonden ze zich na zeven wedstrijden met drie punten op de allerlaatste plaars.  Om deze reden werd de coach op 22 september de laan uitgestuurd en op 25 september tot het einde van het seizoen vervangen door Julián Calero Fernández .
Op 16 januari 2024 incorporeerde hij de nationale Spaanse jeugdwerking bij de RFEF.

## Erelijst
Real Madrid
- Primera División

1996/97
- Supercopa de España

1997/98
- UEFA Champions League

1997/98
 Deportivo La Coruña
- Primera División

1999/00
- Copa del Rey

2001/02
- Supercopa de España

2000/01, 2002/03
 Spanje –21
- EK –21

1998